# (9612) Belgorod
(9612) Belgorod (1992 RT7) – planetoida z grupy pasa głównego asteroid okrążająca Słońce w ciągu 5,6 lat w średniej odległości 3,15 j.a. Odkryta 4 września 1992 roku.